# Alfelder Windloch
Das Alfelder Windloch ist eine natürliche Karsthöhle bei Kauerheim, einem Gemeindeteil der mittelfränkischen Gemeinde Alfeld im Landkreis Nürnberger Land in Bayern.

## Lage
Die Höhle befindet sich etwa 1800 Meter südlich von Alfeld und 700 m südlich von Kauerheim am Südhang des Schwarzenbergs.

## Beschreibung
Das Alfelder Windloch wird auch Windloch bei Kauerheim, Höhle im Schwarzenberg oder Schwarzenberghöhle genannt. Nach der Mühlbachquellhöhle im Altmühltal ist diese Höhle mit etwa 2200 Meter Gesamtlänge die zweitgrößte in der Fränkischen Alb. Die maximale Höhendifferenz beträgt etwa 52 Meter.
Die Höhle ist als Alfelder Windloch im Höhlenkataster Fränkische Alb (HFA) als E 11, als Geotop mit der Nummer 574H005, als Naturdenkmal (ND-Nr. ND-05169), als Teil eines FFH-Gebietes (6335-305 Höhlen der nördlichen Frankenalb) und als Bodendenkmal D-5-6535-0001 registriert.
Sie liegt in einem Komplex fossiler Schwammriffe des Malm Delta und gliedert sich geologisch in zwei Teile, die durch einen Verzahnungsbereich getrennt sind. Unter einer Erhebung liegt die große Eingangshalle und in einer zweiten befinden sich die sogenannten neuen Teile. Dadurch gliedert sich das Kluftsystem in mehrere Etagen. Das System ist labyrinthartig stark verzweigt und teilweise nur über extreme Engstellen zu befahren.
Der unscheinbare, teilvermauerte, etwa 80 × 40 Zentimeter große Eingang befindet sich in einem Einsturztrichter. Die etwa 120 × 70 × 5 Meter große Eingangshalle ist mit Verbruch übersät. Die Halle ist eine der größten in der Fränkischen Alb, erscheint jedoch durch den steilen Abfall von 45 Grad kleiner. Von der Halle zweigen zahlreiche Wege und Löcher in die neuen Teile ab. Verschiedenfarbige Pfeile in jede Richtung erschweren das Zurechtfinden zusätzlich. Die Wege sind durch starken Verbruch gekennzeichnet und mit zum Teil rechtwinklig zueinander stehenden Kletterstellen und Spalten verbunden. Nennenswerte Tropfsteine oder Sinterschmuck sind fast nicht vorhanden. Teilweise wurde er im Eingangsbereich geraubt oder zerstört.
Die bekanntesten Teile der Höhle sind die „Elefantenfußhalle“, die „Sandhalle“, die „Seifenblase“ (auch „Dom“ genannt), der „Briefkasten“ und die „Altarhalle“ mit dem markanten „R.I.P.-Stein“ (Tisch).
Die „Elefantenfußhalle“ ist eine bis zu 2,50 Meter hohe Schichtfuge, die im Deckenbereich schöne Lösungsformen (Kolke) aufweist. Die „Seifenblase“ verfügt über ein etwa 15 × 15 Meter großes Halbkugelprofil. Der „Briefkasten“ ist besonders für großgewachsene Besucher eine Herausforderung.

## Geschichte
Bekannt ist die Höhle seit Jahrhunderten. Von dem Höhlenforscher Christian Schöffel stammt die älteste urkundliche Erwähnung von 1694 (1679?). 1708 beschrieb Johann Jakob Baier, ein Medizinprofessor an der Universität Altdorf, die Höhle in seiner Oryctographia Norica. Erste Erschließungsversuche gehen auf den Vikar Sondermann um 1856 zurück.
Einige Sagen und Erzählungen, die bis auf die Heidenzeit zurückgehen und die Höhle als Sitz von Druiden und Weissagerinnen wähnen, ranken sich um die Höhle. 1906 verschloss der Kauerheimer Schwarzbauer die Höhle mit einer Tür und es wurden Führungen angeboten. Ein echter Schauhöhlenbetrieb ist jedoch nicht dokumentiert. Die Höhle wurde erst 1921/22 von den fränkischen Höhlenforschern Richard Spöcker und Helmuth Cramer befahren. Die neuen Teile wurden vermutlich erst im Zeitraum von 1960 bis 1980 entdeckt. 1992 wurde die Höhle umfassend vermessen und auf 2200 Meter kartiert.
Die „Elefantenfußhalle“ wurde am 4. November 1962 von H. Raum, A. Beyer und G. Euskirchen entdeckt und erstmals befahren, „Dom“ und „Briefkasten“ etwa ein Jahr später. Der Boden der beiden ersten Räume war stellenweise übersät mit fossilen Überresten eiszeitlicher Tiere, darunter der Oberschenkelknochen eines Wollnashorns, viele Bruchstücke von Rentierrippen und ein sehr gut erhaltener Backenzahn eines Waldelefanten. Alle Funde wurden im Paläontologischen Institut der Universität Erlangen bei Florian Heller abgeliefert. Dieser führte im Verlauf des Jahres 1963 umfangreiche Grabungen durch und konnte anhand der dabei entdeckten Mausezähnchen die Funde in die letzte Zwischeneiszeit datieren. Bemerkenswert wegen der weiten Entfernung vom Einstieg waren auch die bis zu 10 cm dicken Schichten von Fledermauskot auf den Platten in der Mitte der Elefantenfußhalle.

## Zugang
Die Höhle ist von April bis September frei zugänglich. Seit 1984 ist sie aufgrund des Höhlenschutzes und der dort überwinternden Fledermäuse von Oktober bis April mit einer Eisenstange verschlossen.
Aufgrund der labyrinthartigen Verzweigungen fällt es schwer, die Orientierung zu behalten. Im Höhlensystem befinden sich einige gefährliche Kletter- und Schlufstellen. Daher kommt es immer wieder zu Unfällen. Die Höhle sollte ausschließlich von erfahrenen Speläologen mit entsprechender Ausrüstung befahren werden.
Zu erreichen ist sie nur zu Fuß über einen mit Blaupunkt oder einer weißen 3 auf rotem Grund gekennzeichneten Wanderweg.